# 巨手龙属
巨手龙（属名：Magnamanus）是一属植食性禽龙类恐龙，生存于早白垩世期间的西班牙戈马约组，属下仅含单一物种索里亚巨手龙（Magnamanus soriaensis）。

## 描述
巨手龙是种大型鸟脚类估计身长处在9到10米之间，体重超过3吨，接近贝尼萨特禽龙的尺寸。手部宽阔、生有五指、姆指长有突出的指爪，类似其它原始禽龙类成员。
描述者发表了该分类单元的九个鉴别特征，且皆为自衍征。齿骨构成下颌前喙突的一部分，导致最靠后的齿骨齿位于突出的斜坡上而非齿骨基部。肩部的长度是上部宽度的六倍、最小宽度的七倍。肩部的肩峰前突面向后突另一侧。肱骨上边缘内角和外底部的关节球不在同一平面内，后者与桡骨相接，且向外突出部分位于尺骨内角水平面上方。尺骨呈槌形，下端宽于上端。桡骨末端呈棍状。手腕由三部分构成，第一部分由桡骨及中间骨骼融合而成，第二部分由腕尺骨融合而成，第三部分经鉴定为第五块腕骨。指式为1-3-3-2- (3/4)。手腕宽度是手部长度的70%。耻骨前突（processus praepubicus）笔直，末端或沟槽不加宽、基部未闭合，位于基部的闭孔突内侧一半被平坦骨板覆盖。

## 发现与命名
21世纪初，卡罗琳娜·富恩斯（Carolina Fuentes）和曼纽尔·梅杰德（Manuel Meijide）带领孩子们在索里亚以西5千米戈马约沼泽佐拉沃1号地（Zorralbo I site）实施挖掘，并于2000至2004年间挖出一具真鸟脚类骨骼，这也是西班牙发现的最完整早白垩世恐龙骨骼之一。
2016年，模式种索里亚巨手龙（Magnamanus soriaensis）由卡罗琳娜·富恩斯·维达特（Carolina Fuentes Vidarte）、曼纽尔·卡尔沃·梅杰德（Manuel Calvo Meijide）、费德里科·梅杰德·富恩斯（Federico Meijide Fuentes）、曼纽尔·富恩斯·梅杰德（Manuel Fuentes Meijide）等人命名并描述。属名取自拉丁语magnus（巨大的）和manus（手），指该动物的手部巨大尺寸。种名取自化石发现地索里亚。
化石发现于约1.3亿年前豪特里维阶至巴列姆阶的戈马约组，分别编号为MNS 2000/132、2001/122、2002/95、2003/69及2004/54。标本由含有颅骨和下颌的部分骨骼组成，保存下来的部位包括：部分上颌骨、一块前颌骨、一块左齿骨、一块右上隅骨、一块舌器、牙槽嵴的脱落边缘、六十颗脱落的上颌齿、三十六颗脱落的下颌齿、一个前寰椎、一个颈椎椎体、一根颈肋、四节背椎、三十六块骶骨、三十二节尾椎、六根肋骨、三个完整的人字骨、人字骨碎片、骨化肌腱、右肩胛骨、两个乌喙骨、两个肱骨、右手桡骨、左尺骨、右手姆指、右手、一块左髂骨、两个耻骨前突、一块右股骨、部分右胫骨以及右腿第二、第四节跖骨。骨骼业已脱节并分散在8平方米的区域内。这些化石被认为属于一只老年个体并选作正模标本，现为索里亚曼努奇博物馆（Museo Numantino in Soria，缩写：NMS）的收藏的一部分。

## 分类
巨手龙被归入直姆指龙类中的硬棘龙类，并置于一个相对基干的位置。